# 圣冈体诺堂 (威尼斯)
圣冈体诺堂（San Canciano或San Canziano）是意大利威尼斯 卡纳雷吉欧区的一座小教堂。
该堂据说创建于864年，当时阿奎萊亞的市民为逃避野蛮人，逃往威尼斯潟湖。该堂属于居住在威尼斯的格拉多宗主教管辖。该堂供奉在阿奎萊亞殉道的圣冈喜、圣冈体诺、圣冈喜纳拉三兄妹。该堂在1330年重建，1351年祝圣，1550年修复，18世纪初最后由安东尼·加斯帕里改建。立面在1706年重建。钟楼可追溯到1532年。中殿天花板在18世纪中期的重建过程中使用了乔治马萨里的设计。

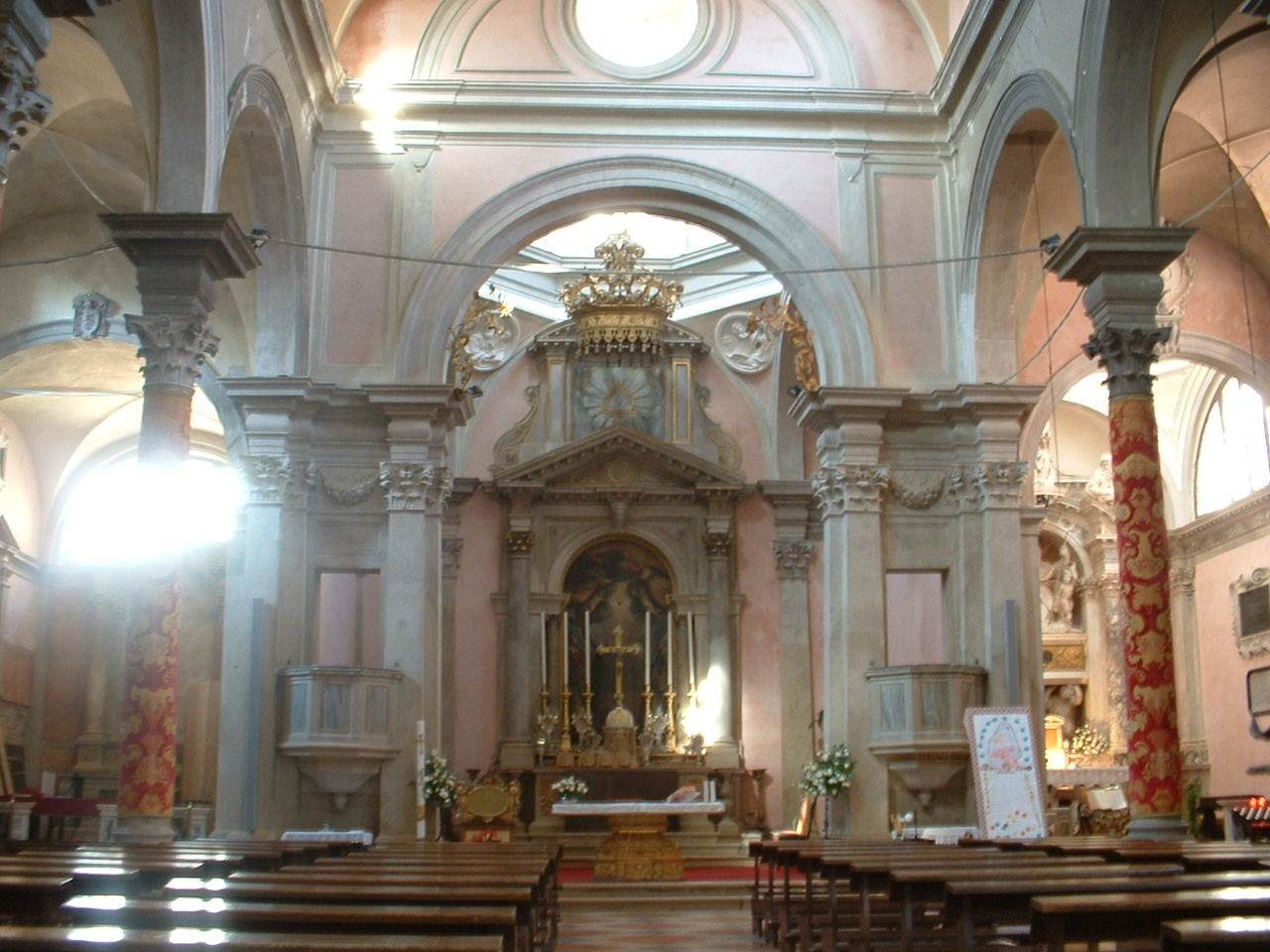
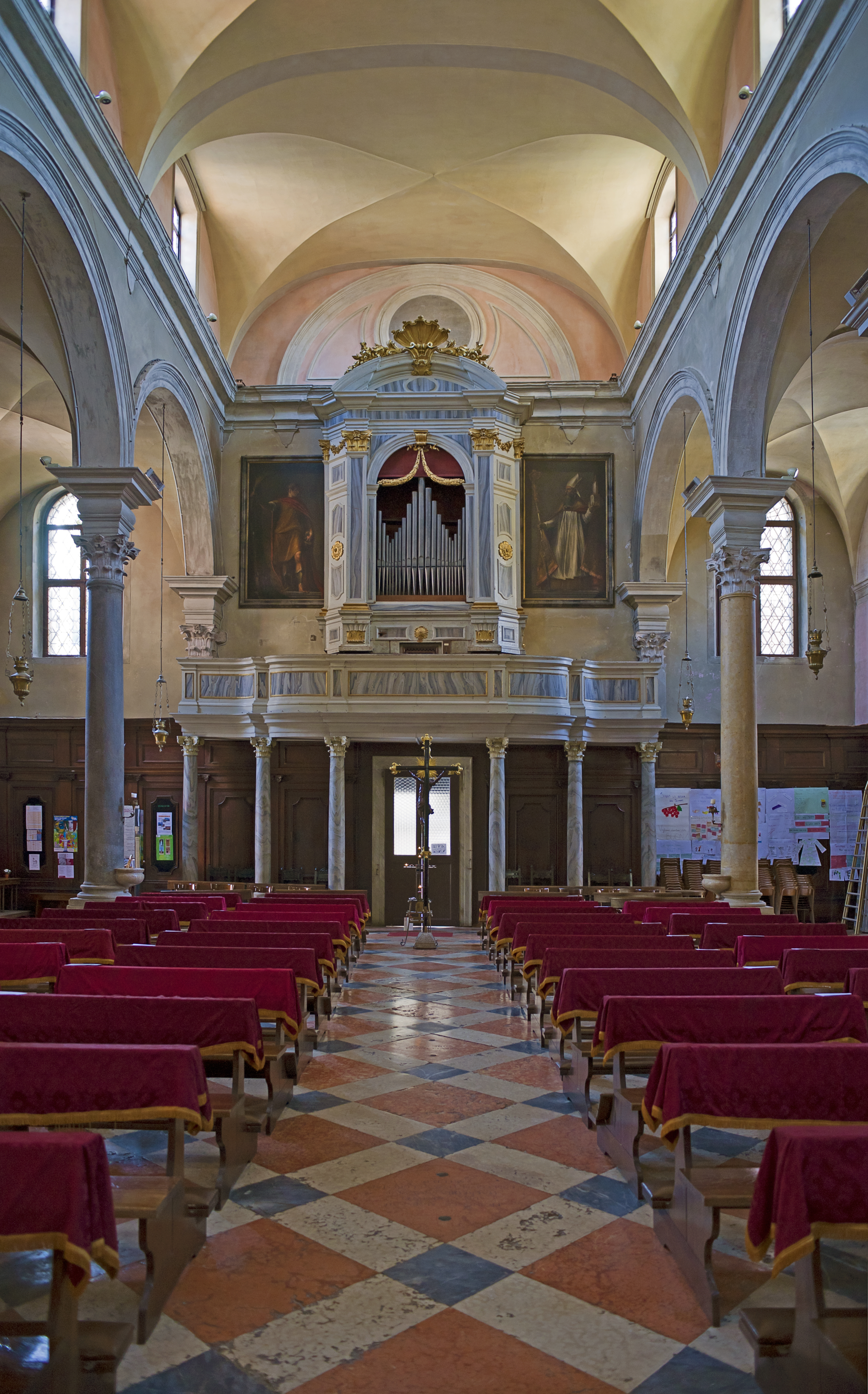
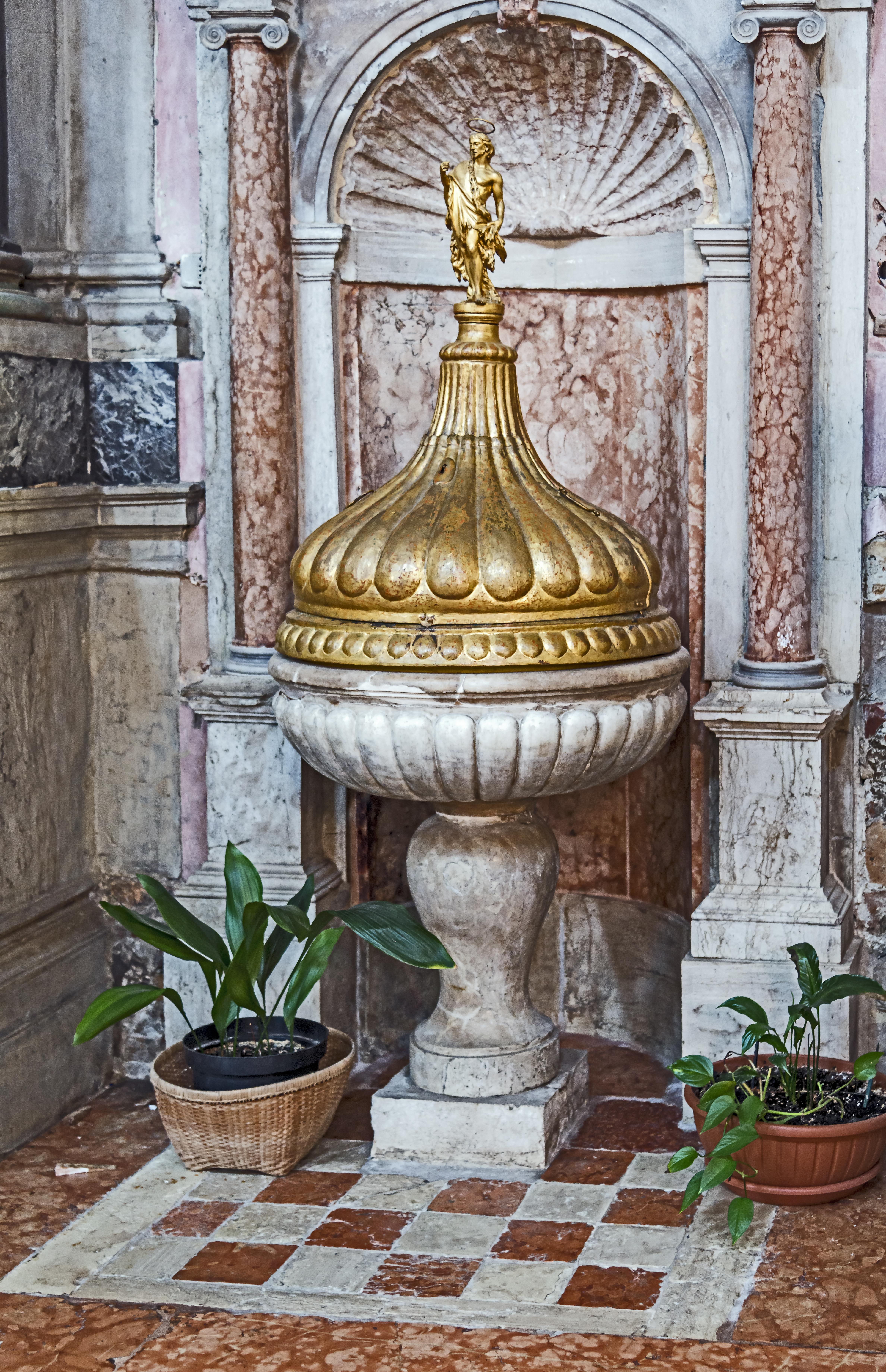